# Charles Ezra Greene
Charles Ezra Greene (Cambridge, Massachusetts, 12 de fevereiro de 1842 – Ann Arbor, 16 de outubro de 1903) foi um engenheiro civil estadunidense.
Graduado pela Universidade Harvard em 1862 e pelo Instituto de Tecnologia de Massachusetts em 1863, foi quartermaster durante os últimos dois anos da Guerra de Secessão, e foi engenheiro assistente dos Estados Unidos de 1870 a 1872, quando, por parte de um ano, foi engenheiro da cidade de Bangor, Maine.
Em 1872 passou a trabalhar no departamento de engenharia da Universidade de Michigan. Em 1895 tornou-se o primeiro Decano da Escola de Engenharia da Universidade de Michigan, posto que manteve até sua morte.
Foi editor associado do periódico Engineering News-Record, de 1876 a 1877.

## Publicações selecionadas
- Graphical Method for the Analysis of Bridge Trusses (1876)
- Trusses and Arches: Graphics for Engineers, Architects, and Builders (three volumes, 1876–79; third edition, 1903)
- Notes on Rankine's Civil Engineering (1891)
- Structural Mechanics (1897; second edition, 1905)